# 金剛村
金剛村（こんごうそん）は、かつて熊本県八代郡に存在していた村。1954年に八代市に編入されて消滅した。

## 歴史
- 1889年4月1日 - 町村制施行により、高植村、弥次村、敷川内村が合併し発足。
- 1954年4月1日 - 八千把村・高田村とともに八代市に編入され消滅。

## 学校
- 金剛村立金剛小学校
- 金剛村立金剛中学校